# Heliconius virescens
Heliconius virescens är en fjärilsart som beskrevs av Riffarth. Heliconius virescens ingår i släktet Heliconius och familjen praktfjärilar. Inga underarter finns listade i Catalogue of Life.